# روور (ترانه کای)
«روور» (انگلیسی: Rover) ترانه‌ای از خواننده کره‌ای کای عضو گروه اکسو برای سومین آلبوم چندآهنگه خود با همین نام است. این ترانه در ۱۳ مارس ۲۰۲۳ به عنوان تک‌آهنگ آغازین این ئی‌پی منتشر شد.

## پیش‌زمینه و انتشار
در فوریه ۲۰۲۳، اس‌ام انترتینمنت تأیید کرد که کای آلبوم انفرادی جدیدش را منتشر خواهد کرد. در ۱۷ فوریه، اس‌ام اعلام کرد که ئی‌پی جدید او روور است و در ۱۳ مارس منتشر خواهد شد. این ترانه به همراه آلبوم چندآهنگه و موزیک ویدئوی آن منتشر شد.

## عملکرد تجاری
«روور» از ۱۲ تا ۱۸ مارس ۲۰۲۳، در جایگاه شماره ۲۳ جدول دیجیتال گائون قرار گرفت. این ترانه همچنین در جدول دانلود و جدول بی‌جی‌ام به ترتیب در جایگاه شماره یک و شماره ۷۶ قرار گرفت.

## جدول‌ها
| جدول (۲۰۲۳)                                  | بهترین جایگاه |
| -------------------------------------------- | ------------- |
| کره جنوبی (گائون)                            | ۲۳            |
| فروش جهانی ترانه‌های دیجیتال آمریکا (بیلبورد) | ۱۲            |

| جدول (۲۰۲۳)       | جایگاه |
| ----------------- | ------ |
| کره جنوبی (گائون) | ۱۲۴    |

## تاریخچه انتشار
| منطقه | تاریخ        | فرمت                    | ناشر        |
| ----- | ------------ | ----------------------- | ----------- |
| مختلف | ۱۳ مارس ۲۰۲۳ | دانلود دیجیتال ، استریم | اس‌ام دریموس |